# Franz Redeker
Franz Albert Redeker (* 17. Juni 1891 in Recklinghausen; † 16. September 1962 in Bad Godesberg) war ein deutscher Mediziner, der sich insbesondere mit Tuberkulose befasste.

## Leben
Der Sohn eines Oberpostsekretärs besuchte die Volksschule und anschließend das humanistische Gymnasium in Recklinghausen, das er 1909 mit dem Abitur abschloss. Das sich daran anschließende Medizinstudium an den Universitäten Freiburg, Münster und Leipzig beendete Franz Redeker 1914 mit dem Staatsexamen. Bis zum Beginn des Ersten Weltkriegs arbeitete er am Leipziger Institut für Geschichte der Medizin unter Professor Karl Sudhoff. Der Krieg erlebte Redeker zunächst als Truppenarzt und später als Assistenz- bzw. Oberarzt in verschiedenen Krankenhäusern des Reservelazarettbezirks Mülheim an der Ruhr. Nach der Entlassung aus dem Heeresdienst und einer kurzen Tätigkeit in Bremen kehrt er nach Mülheim zurück, wo er von 1919 bis 1921 als Assistenzarzt in städtischen Diensten stand.
Danach wechselte er als Werksarzt zur ebenfalls in Mülheim ansässigen Firma Thyssen, wo er sich mit Staublunge (Pneumokoniose) und mit Tuberkulose insbesondere bei Kindern befasste. Er trat um 1927 für Röntgen-Reihenuntersuchungen zum Erkennen der Tuberkulose ein. 1926 wurde er Kreisarzt und Medizinalrat in Mansfeld, wo er sich mit den Zusammenhängen von Staublunge und Zusatztuberkulose (ein Begriff, den er prägte) befasste und die Einflüsse von Umwelt und individueller Konstitution und Disposition für Allergien auf den Krankheitsverlauf bei der Tuberkulose zeigte. Danach leitete er in Osnabrück als Regierungsrat und Medizinalrat die Bekämpfung der Tuberkulose im Emsland. 1933 bis 1945 war er Dezernent der Medizinalabteilung in Berlin (die beim Polizeipräsidium angesiedelt war). Dort war er auch als ärztlicher Beisitzer beim Berliner Erbgesundheitsobergericht mit Fragen der Zwangssterilisation befasst. Nach dem Zweiten Weltkrieg war er Leiter des Berliner Gesundheitsamtes, wurde aber von den Amerikanern wegen seiner NS-Vergangenheit entlassen. Er wurde dann Berater der Hamburger Gesundheitsbehörde, wo die Briten zuständig waren. 1949 wurde er Leiter der Gesundheitsabteilung im Bundesinnenministerium und war von 1953 bis 1956 Präsident des Bundesgesundheitsamtes.
1954 gab Redeker in dieser amtlichen Funktion eine Anwendungsstudie in Auftrag, bei der Säuglinge in einem Waisenhaus Knochenmark durch Knochenmarkspunktion entnommen wurde, mit dem Ziel, Nebenwirkungen bei verschiedenen Impftechniken mit Pockenimpfstoff zu beobachten. Hintergrund war, dass in der Bundesrepublik eine gesetzliche Impfpflicht bestand und die diesbezüglichen Ausführungsbestimmungen angepasst werden sollten, zumal die hier geprüften und im Ausland seit Jahrzehnten angewandten Impftechniken als nebenwirkungsärmer galten.
Im Jahr 1932 wurde er zum Mitglied der Leopoldina gewählt, 1960 erhielt er den Robert-Koch-Preis.
Ein alle drei Jahre vergebener Preis des Deutschen Zentralkomitees zur Bekämpfung der Tuberkulose wurde nach ihm benannt. Im Oktober 2018 wurde dieser Preis durch den „DZK-Tuberkulosepreis“ abgelöst.

## Schriften (Auswahl)
- Die „Anatomia magistri Nicolai phisici“ und ihr Verhältnis zur Anatomia Chophonis und Richardi. Leipzig 1917 (Leipzig, Universität, med. Dissertation, vom 26. Oktober 1917).
- mit Georg Simon: Praktisches Lehrbuch der Kindertuberkulose. Curt Kabitzsch, Leipzig 1926, (In spanischer Sprache: Manual práctico de tuberculosis infantil. Traducido de la última edición alemana por Carlos Díez Fernández y Rafael Navarro Gutiérrez. Morata, Madrid 1932).
- mit Otto Walter: Entstehung und Entwicklung der Lungenschwindsucht des Erwachsenen (= Würzburger Abhandlungen aus dem Gesamtgebiet der Medizin, NF, 1928 (erschienen 1929), Band 5, Heft 1 = Band 25, 1; ZDB-ID 529306-6). Kabitzsch, Leipzig.
- mit Hermann Braeuning: Studien zur Entwicklung der menschlichen Lungenphthise. 2 Bände. Barth, Leipzig 1931;
  - Band 1: Die hämatogene Lungentuberkulose des Erwachsenen. Ihre Entstehung und Rückbildung, ihre Früh- und Spätentwicklung zur Phthise. 1931 (= Tuberkulose-Bibliothek, Nr. 38; ZDB-ID 514831-5).
  - Band 2: Phthisische Entwicklungen aus den Reihen des Frühinfiltrates und des frühen phthisischen Nachschubes. 1931 (= Tuberkulose-Bibliothek, Nr. 39).

## Weitere Quellen
- Stadtarchiv Mülheim an der Ruhr, Bestand 1210 (Personalakte)